# Transport zbiorowy w Mińsku
Transport w Mińsku obejmuje następujące formy komunikacji: metro, autobusy, trolejbusy, tramwaje oraz mikrobusy. Metro jest obsługiwane przez spółkę Minskijmetropoliten, publiczny przewoźnik Minsktrans realizuje połączenia przy pomocy pozostałych form komunikacji; transport prywatny dotyczy tylko niektórych mikrobusów. Miasto jest również ważnym punktem transportu międzynarodowego, zarówno drogowego, kolejowego, jak i lotniczego. Miasto posiada także obwodnicę MKAD.

## Transport miejski
Koszt biletu jednorazowego w stolicy Białorusi jest ujednolicony, jedynie metro i busy są droższe. Na niektórych liniach bilety sprzedawane są przez konduktorów. W kioskach nabyć można pełny asortyment biletów okresowych.

### Metro
Metro w Mińsku składa się z dwóch linii o łącznej długości 27,6 km i 23 stacji; 5 dalszych stacji znajduje się w fazie budowy. Pasażerów obsługuje 215 wagonów. Interwał w ciągu dnia nie przekracza 2 minut, po godzinie 23 – 10 minut. Pociągi kursują pomiędzy 5:35 a 1:02. Łącznie dziennie przewozi się około miliona pasażerów.

### Autobusy
W Mińsku czynnych jest 120 linii autobusowych, obsługiwanych przez 1677 pojazdów wyjeżdżających z 7 zajezdni. Park maszynowy jest zróżnicowany, obejmuje zarówno przestarzałe maszyny, jak i bardzo nowoczesne pojazdy. Na 2006 planuje się wymianę 300 maszyn.

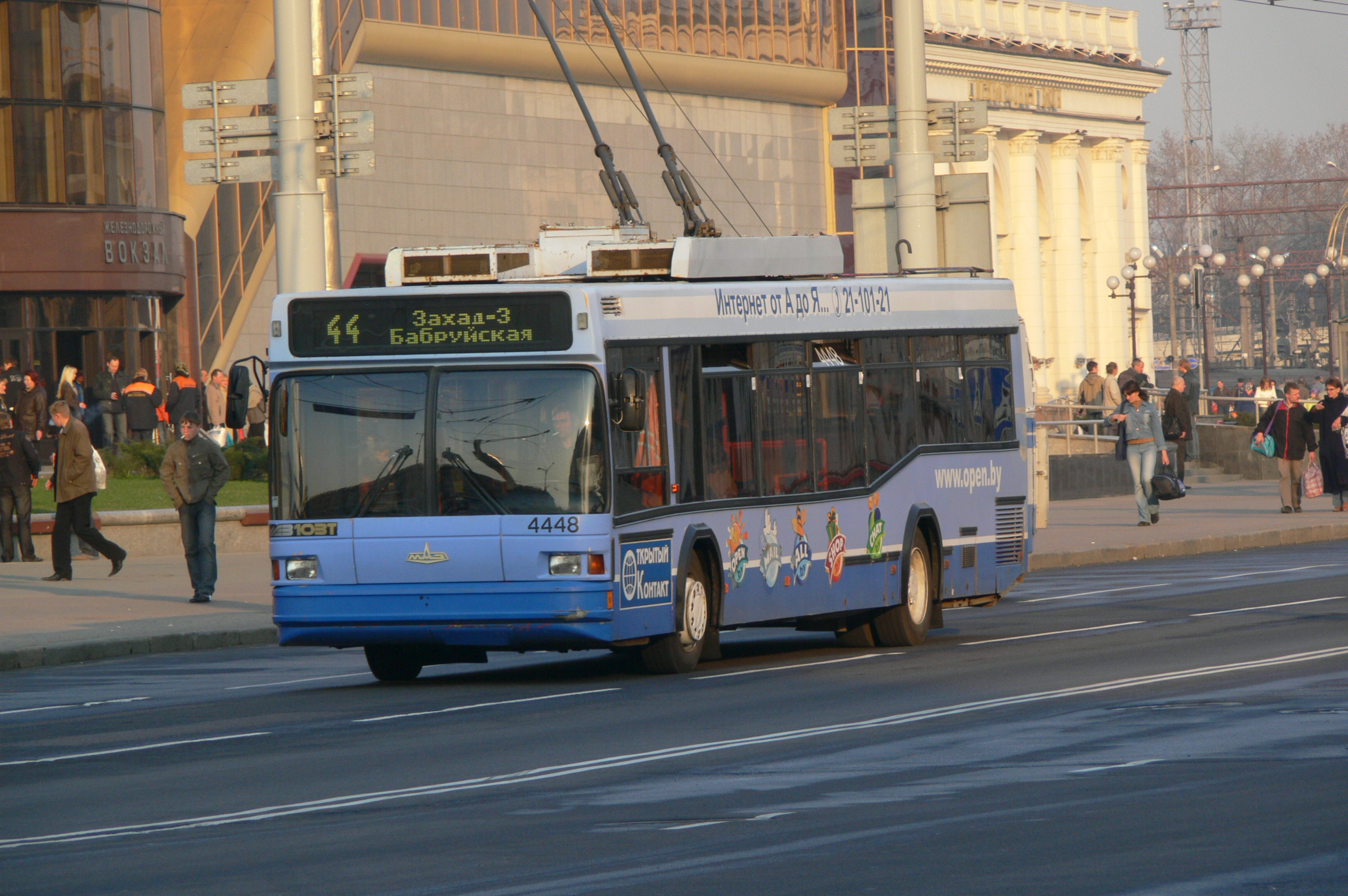
Trolejbus Мaz-103Т

### Trolejbusy
Historia trolejbusów w Mińsku rozpoczęła się 13 października 1952. W Mińsku istnieje dziś 68 linii trolejbusowych. Obsługuje je 1050 maszyn, co jest wynikiem drugim na świecie, po Moskwie. Szacuje się, że 65% maszyn jest wyeksploatowanych, lecz na 2006 planuje się wymianę 200 pojazdów.

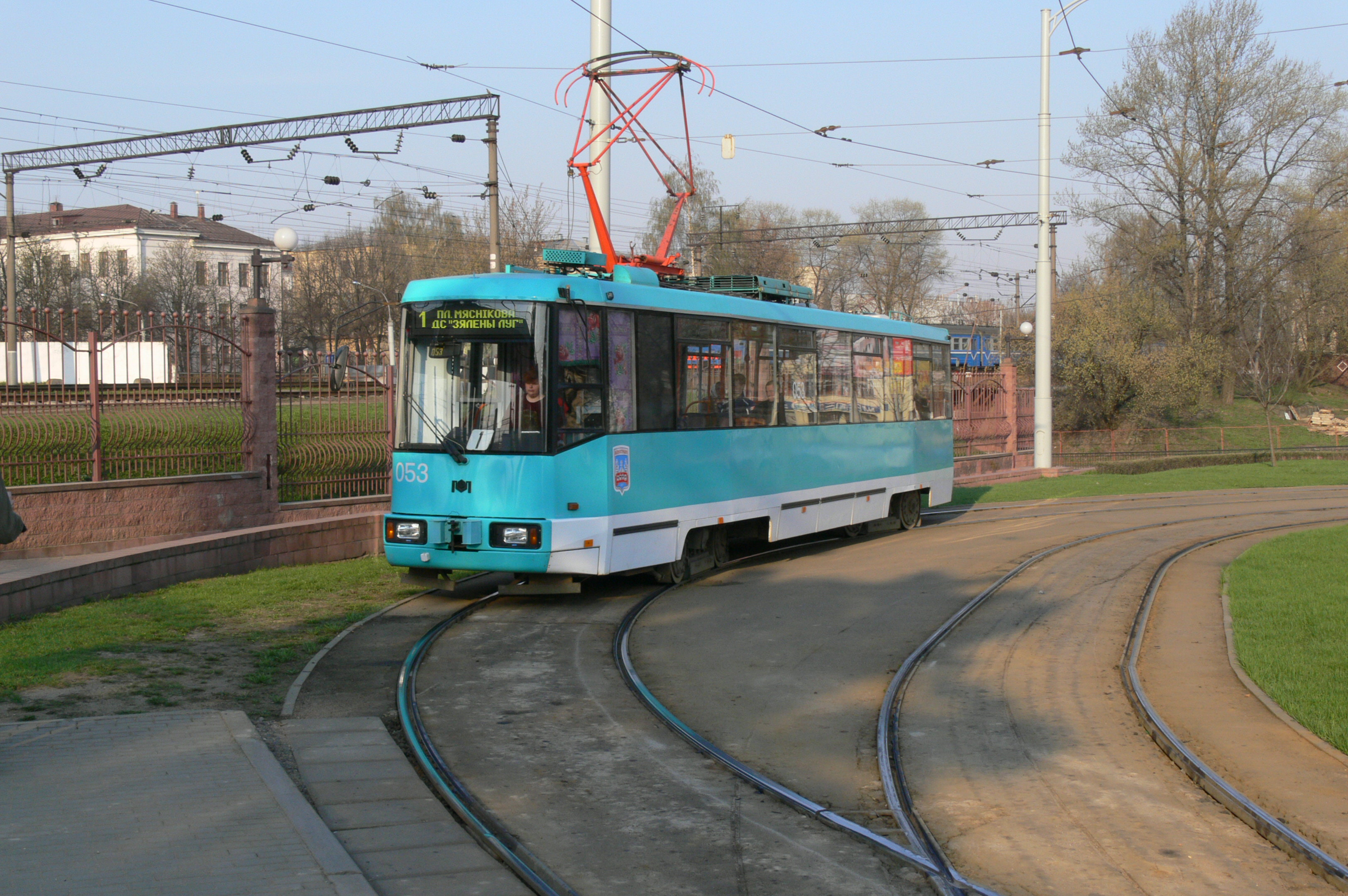
Tramwaj AKSM-60102

### Tramwaje
Tramwaje w stolicy Białorusi pojawiły się 13 października 1929. Obecnie w Mińsku jeżdżą 153 tramwaje, w tym 10 podarowanych przez miasto Karlsruhe. 56% maszyn jest wyeksploatowanych, w 2008 planuje się zakup 20 sztuk.

### Mikrobusy
Mikrobusy cieszą się popularnością wśród mieszkańców, ze względu na realizowanie przez nie kursów przyśpieszonych. W mieście wyróżnia się zarówno mikrobusy transportu publicznego, jak i prywatne.

## Transport międzynarodowy
- W mieście znajdują się trzy dworce autobusowe realizujące połączenia międzynarodowe:
  - Dworzec autobusowy „Centralny”
  - Dworzec autobusowy „Wschodni”
  - Dworzec autobusowy „Moskiewski”
- Jeden dworzec kolejowy Mińsk Osobowy realizuje połączenia międzynarodowe,
- Narodowy Port Lotniczy, oddalony od miasta o 42 kilometry (połączony z nim autostradą).
- Inny port lotniczy: Port lotniczy Mińsk-1

## Dziecięca Linia Kolejowa
9 lipca 1955 otwarto Dziecięcą Linię Kolejową o długości 4,5 km z trzema stacjami. Linię obsługują wyłącznie dzieci, umundurowane na wzór kolejarzy. DLK pracuje od 1 maja do ostatniej niedzieli sierpnia.